# 台北站前商圈
台北站前商圈是位於台灣台北市中正區的商圈，以七鐵共構的台北車站和台北站前摩天大樓為中心，區域內有百貨公司、購物中心、金融機構，信義計畫區、西門町和台北站前商圈是台北重要的中心商業區。

## 商圈設施

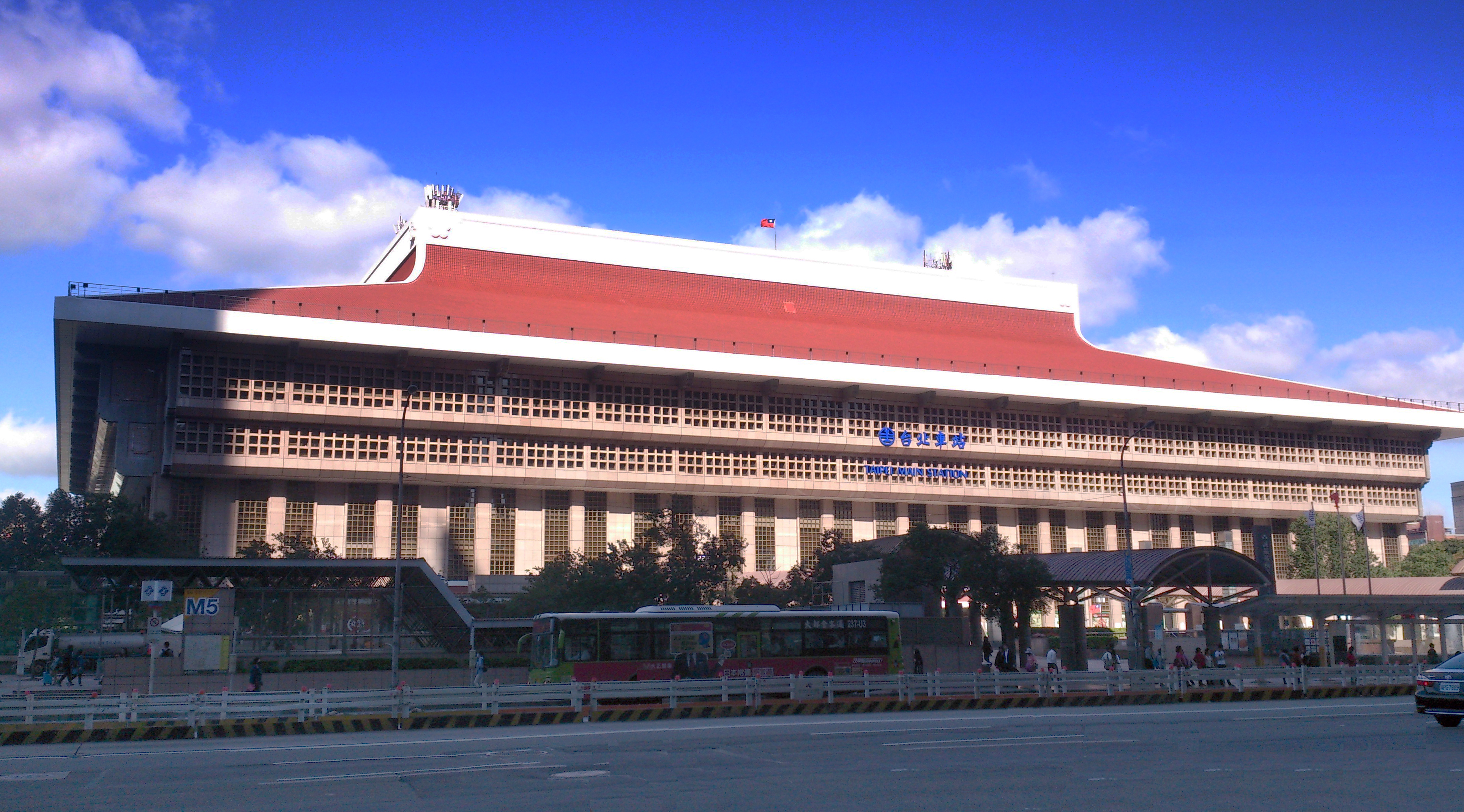
台北車站

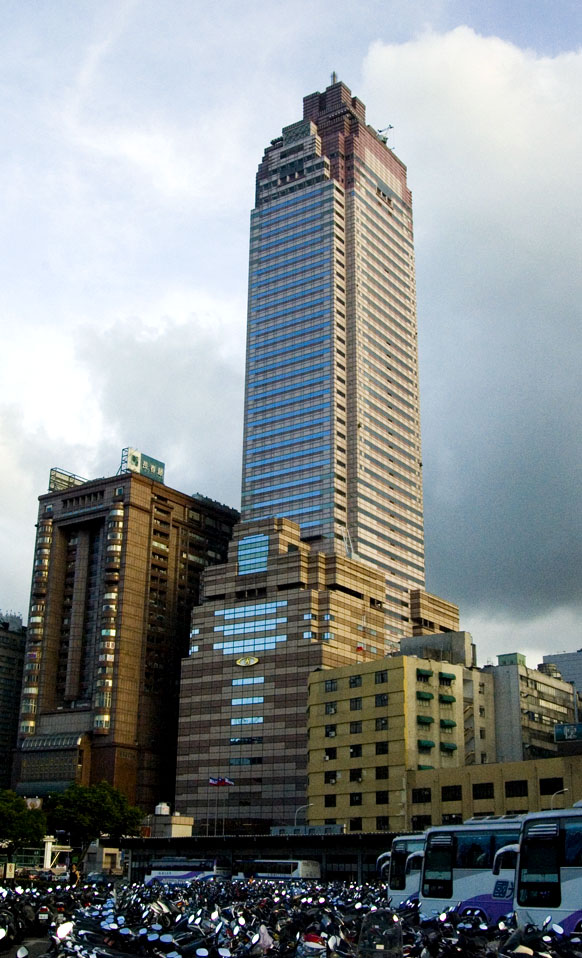
新光人壽保險摩天大樓

館前路

館前路與開封街一段路口

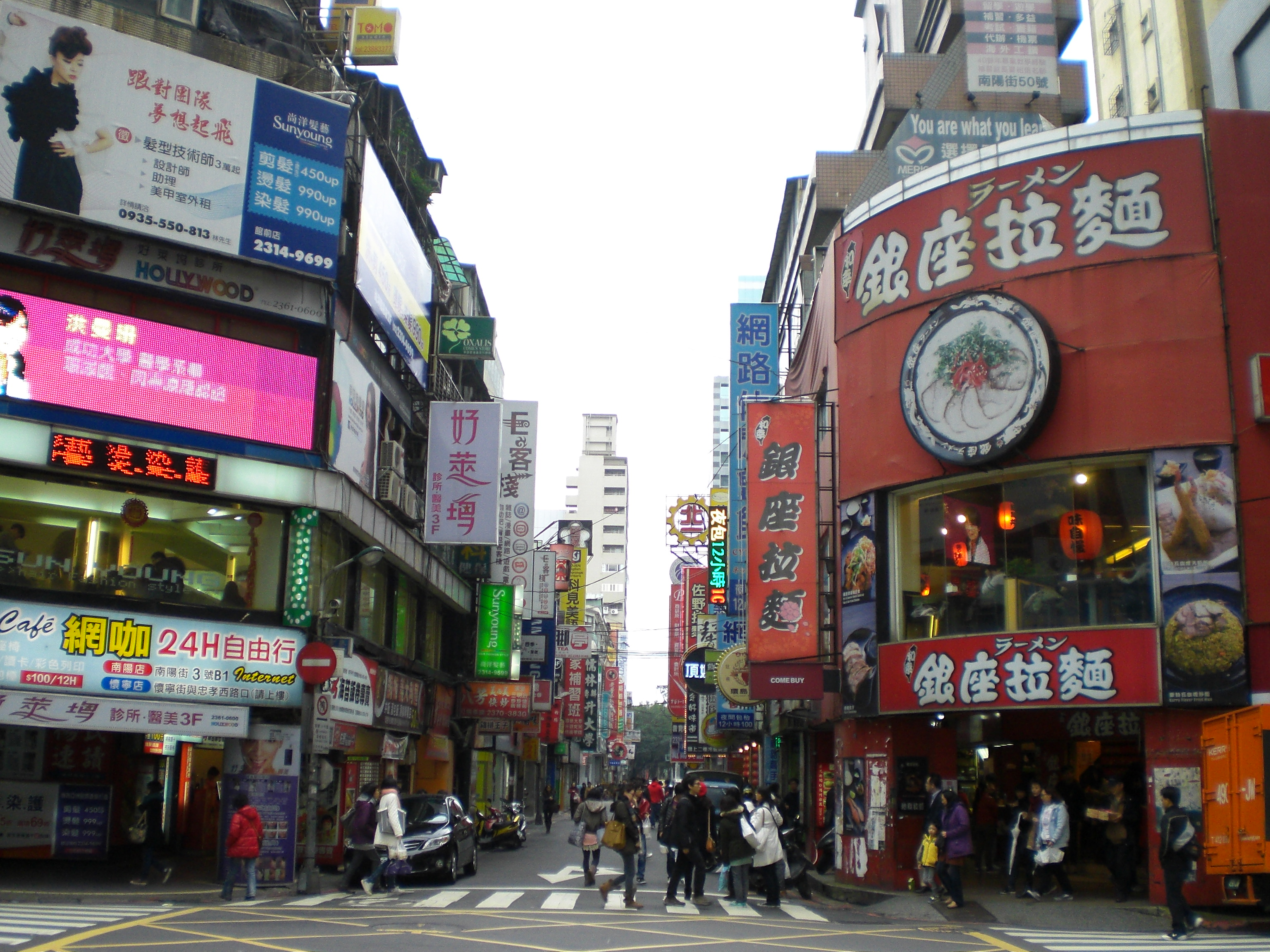
南陽街

- 台北車站
- 新光人壽保險摩天大樓
- 新光三越台北站前店
- 館前路
- 台北車站地下商場
- 站前地下街
- 台北地下街
- 微風台北車站
- 亞洲廣場大樓
- 壽德大樓
- HOYII北車站
- 台北凱撒大飯店
- 天成飯店
- 台北青年國際旅館（YMCA）
- 南陽街

## 歷史
- 1884年，臺北城建城，該商圈屬城內。
- 1973年，台北希爾頓飯店成立，為台灣首座國際連鎖飯店。
- 1993年，新光人壽保險摩天大樓竣工，成為當時台灣第一高樓。
- 2000年，台北地下街、站前地下街啟用。
- 2003年，台北希爾頓飯店更名為台北凱撒大飯店。

### 金融業
有許多金融機構位於此地區，如新光金控、台灣土地銀行及第一金控。

### 補教業
商圈內的補教業文化最早可溯於1950年代，建國補習班為區內第一家補教業者，創於1954年，後來到了1960年代區內的補教業登上巔峰，直到1970年代相關產業及商家進駐；直到現在，區內的補習文化仍蓬勃發達。因南陽街補習班林立，而成為台灣補習文化的代名詞。

## 特色
- 館前路
- 南陽街
- 重慶南路一段[1]。